# 風に向って走れ!〜芸大女子駅伝部〜
『風に向って走れ!〜芸大女子駅伝部〜』（かぜにむかってはしれ・げいだいじょしえきでんぶ）は、大阪芸術大学と朝日放送によって制作された産学協同ドラマ第7弾。2010年5月9日から同年5月30日までの日曜24:55 - 25:50（月曜深夜0:55 - 1:50）にABCテレビで全4話が放送された。独立UHF局の奈良テレビでは2011年1月8日から同年1月29日までの毎週土曜12:00 - 12:55に放送された。
ハイビジョン制作（地上波アナログではレターボックス放送）。

## 概要
このシリーズは、大阪芸術大学とテレビ局がタッグを組み制作し、大阪芸術大学・大阪芸術大学大学院の現役学生たちがメインキャストやスタッフとして参加している。2008年度まではKBS京都、サンテレビ、tvkの独立UHF3局との共同制作で、年度内の10月から12月にかけて放送されていたが、本作については朝日放送とタッグを組んで2009年度内に制作し、次年度に放送された。
ドラマは夏～秋（2009年8月21日～9月8日）と冬～春（2010年2月28日～3月22日）に分けて撮影が行われ、同大学キャンパスのある河南町や隣接する富田林市をはじめ、大阪教育大学キャンパス、南紀白浜などでロケが敢行された。
ドラマが放送開始される前日の2010年5月8日の10:25 - 11:20には、メイキングドキュメンタリー番組『風に向って走れ!〜芸大女子駅伝部〜 汗と涙と笑いの240日』がABCテレビで放送された。
第3話は産学協同ドラマ史上最高の視聴率3.1%を記録した。

## 背景
大阪芸術大学では、2008年10月に中瀬洋一を監督に迎え、女子駅伝部が実際に創設された。この女子駅伝部を舞台に、「芸術とスポーツのコラボレーション」をテーマに掲げ、「アーティスト」であり、「アスリート」でもある女子学生たちが全国大会制覇を目指す姿を描く。

## キャスト
- 福島走馬 - 津田寛治
- 駒川勇子 - 田丸麻紀
- 難波翔 - 黒田耕平
- 高見里南津子 - 永池南津子
- 大黒克人 - 嶋尾康史
- 上田和尚 - 妹尾和夫
- 鶴橋ジョージ - 立原啓裕
- 中津ヨーコ - 柊子（元JK21）
- 佐武茂一 - タージン
- 八仙の店長 - 松田定夫
- トム・モホロビッチ - ベン・スレター
- 蛭子忠 - 谷口高史
- 今宮賢吉 - 浜畑賢吉
- 富田洋 - 小野寺昭
- 鶴見亜矢子 - 増田明美
- 関西体育大学女子駅伝部員 - JK21

以下のキャストは大阪芸術大学の現役学生である。（当時）
- 旭八寿子 - 川本知沙
- 港みくる - 滝沢愛
- 王天波 - 鈴木祥子
- 生野夏海 - 山内美佐紀
- 平野二葉 - 梅澤紗耶
- 鶴見鈴 - 永田南
- 此花咲 - 小林加奈
- 住之江さくら - 大塩未来
- 今川弦太 - 山村勇介
- 長居翔太郎[3] - 鈴木光基

## スタッフ
- 製作総指揮：塚本邦彦
- 監督：大森一樹、原田徹
- 脚本監修：大津一瑯
- 撮影：佐々木原保志、浜名彰、近藤健一
- 音楽：奥田英貴
- 駅伝指導：中瀬洋一
- 特別協賛：アシックス
- 特別協力：関西学生陸上競技連盟、大阪芸術大学女子駅伝部
- 制作協力：ブレーントラスト
- プロデューサー：小田部拓（朝日放送）
- 企画製作：大阪芸術大学映像学科、大阪芸術大学大学院芸術研究科
- 制作・著作：大阪芸術大学、朝日放送

## 主題歌
- オープニングテーマ： chaqq「RUNNER」
- エンディングテーマ： 中野サユリ「dreaming」